# Johnny Edwards
John Alban Edwards (Columbus, Ohio, 10 de junio de 1938), más conocido como Johnny Edwards, es un exjugador profesional estadounidense de béisbol que se desempeñó en la posición de cácher en las Grandes Ligas de Béisbol (MLB). Logró obtener dos Guantes de Oro.

## Carrera
Edwards jugó como profesional siete temporadas en Cincinnati Reds (1961-1967), después pasó a St. Louis Cardinals (1968), luego a Houston Astros, donde jugó seis temporadas (1969-1974), y fue el equipo en el que se retiró.

## Premios
Fue galardonado con el Guante de Oro en dos oportunidades (1963 y 1964).